# Dziennik Radomski (1940–1945)
Dziennik Radomski – gadzinówka wydawana od 1 marca 1940 dla dystryktu radomskiego, de facto mutacja  Gońca Krakowskiego. W grudniu 1944 dziennik połączono z Kurierem Kieleckim  i zmieniono jego nazwę na Dziennik Radomski : Kurier Kielecki. Pod nazwą tą dziennik ukazywał się do stycznia 1945 roku - ostatni lub jeden z ostatnich numerów wydano 1 stycznia - na nieco ponad 2 tygodnie przed zajęciem Radomia przez Armię Czerwoną 16 stycznia 1945 roku.